# Oxira moltrechti
Oxira moltrechti är en fjärilsart som beskrevs av Charles Boursin 1948. Oxira moltrechti ingår i släktet Oxira och familjen nattflyn. Inga underarter finns listade i Catalogue of Life.